# Raggsnabblöpare
Raggsnabblöpare (Thanatus striatus) är en spindelart som beskrevs av Carl Ludwig Koch 1845. Raggsnabblöpare ingår i släktet Thanatus och familjen snabblöparspindlar. Arten är reproducerande i Sverige. Inga underarter finns listade i Catalogue of Life.